# Tablolong
Tablolong is een bestuurslaag in het regentschap Kupang van de provincie Oost-Nusa Tenggara, Indonesië. Tablolong telt 1081 inwoners (volkstelling 2010).